# André Bardon
Pour les articles homonymes, voir Bardon.
André Bardon est un homme politique français né le 10 janvier 1901 à Arnac-la-Poste (Haute-Vienne) et mort le 20 juillet 1965 à Fresselines (Creuse).

## Biographie
Issue d'une famille paysanne, André Bardon suit des études brillantes qui le conduisent au métier d'avocat, qu'il exerce au barreau de Paris à partir de 1924.
Il s'engage en politique dans sa région d'origine, en succédant au député Louis de Puybaudet lors de l'élection partielle organisée en mars 1929 à la suite du décès de ce dernier. Candidat du centre-droit, il s'inscrit au groupe de la gauche radicale.
A la chambre, il est un parlementaire très actif, déposant de nombreux textes, parmi lesquels, en 1932, un projet d'accès des femmes à la magistrature de l'ordre judiciaire.
Réélu en 1932, il est vice-président du groupe de la Gauche radicale, et entre brièvement au gouvernement, comme sous-secrétaire d'Etat aux beaux-arts, du 30 janvier au 9 février 1934.
Durant ce mandat, il est un des principaux défenseurs du retour au scrutin de liste proportionnel.
Bien qu'ayant conforté son implantation locale en étant élu conseiller générale en 1935, il perd son mandat de député en 1936, battu par un candidat socialiste porté par la dynamique du Front populaire.
Nommé secrétaire général de la préfecture de Seine-et-Oise en mai 1940, il en démissionne en septembre, par opposition au régime de Vichy, et reprend ses activités d'avocat.
Il ne revient en politique qu'au début des années 1950. En 1951, il mène la liste RPF dans la Haute-Vienne, et retrouve son siège de député. Son tropisme conservateur l'éloigne cependant des positions gaullistes pures, et il quitte le groupe RPF pour celui des indépendants d'action républicaine et sociale.
Il revient au gouvernement, comme secrétaire d'Etat aux PTT, dans le cabinet de Pierre Mendès-France. Sa carrière politique s'achève cependant en 1956, quand il perd son siège de député.

## Mandats parlementaires
- Député radical de la Haute-Vienne de 1929 à 1936
- Député RPF de la Haute-Vienne de 1951 à 1955

## Fonctions ministérielles
- Sous-secrétaire d'État aux Beaux-Arts du gouvernement Édouard Daladier (2) du 30 janvier au 9 février 1934
- Secrétaire d'État aux PTT du gouvernement Pierre Mendès France du 19 juin 1954 au 23 février 1955

## Décoration
- Chevalier de la Légion d'honneur
- Commandeur de l'ordre du Mérite postal ex officio en tant que secrétaire d'État chargé des PTT (1954)[2]

## Sources
- « André Bardon », dans le Dictionnaire des parlementaires français (1889-1940), sous la direction de Jean Jolly, PUF, 1960 [détail de l’édition]